# Simon Stocker
Simon Stocker, né le 2 mai 1981 à Schaffhouse (originaire de Thayngen), est une personnalité politique suisse, membre de la Liste alternative puis du Parti socialiste.
Il est député du canton de Schaffhouse au Conseil des États de décembre 2023 à mars 2025, date à laquelle son élection est annulée.

## Biographie
Simon Stocker naît le 2 mai 1981 à Schaffhouse. Il est originaire de Thayngen dans le canton de Schaffhouse. Son père, Hans Stocker, est député socialiste au Conseil cantonal de Schaffhouse et président du conseil en 1991, et directeur de Swissmedic de 2002 à 2003.
Titulaire d'un baccalauréat universitaire en travail social, il travaille un temps pour Pro Senectute (de) avant de se mettre à son compte comme expert des questions de politique de vieillesse.
Il est marié et père d'un enfant.

## Parcours politique
Simon Stocker est initialement membre de la Liste alternative, dont il est l'un des membres fondateurs à Schaffhouse en 2003. Il rejoint le Parti socialiste en 2022 après la dissolution de son parti.
Il siège de 2007 à 2012 au Grand Conseil de ville (législatif) de Schaffhouse. Il crée la surprise en étant élu en 2012 au Conseil de ville (exécutif), où il prend la responsabilité des affaires sociales et de la sécurité. Réélu en 2016, il ne se représente pas pour un troisième mandat en 2020.
Il crée à nouveau la surprise lors des élections fédérales de 2023 en décrochant au second tour un siège au Conseil des États, parvenant à s'imposer face au sortant indépendant Thomas Minder par 15 769 voix contre 13 504. Il bénéficie lors de cette élection du soutien des Verts, des Vert'libéraux et du Parti évangélique et d'un comité PLR constitué après le retrait de leur candidate arrivée quatrième au premier tour. Premier élu socialiste schaffousois à la Chambre haute du Parlement suisse depuis Esther Bührer en 1991,, il est également l'un des plus jeunes élus de la législature dans ledit conseil. Il siège au sein de la Commission de la science, de l'éducation et de la culture (CSEC), de la Commission de gestion (CdG) et de la Commission de l'environnement, de l'aménagement du territoire et de l'énergie (CEATE).
Toutefois, peu après son élection, la Weltwoche révèle que Simon Stocker n'avait pas de domicile effectif à Schaffhouse au moment de son élection, car il vivait à Zurich. Deux personnes décident alors de recourir contre son élection : leur action est rejetée par le Conseil d’État puis par le Tribunal cantonal, mais le Tribunal fédéral donne finalement raison aux recourants et annule son élection le 24 mars 2025, à la date de la décision (effet ex nunc),, ce qui constitue une première dans l'histoire de l'Assemblée fédérale.
Candidat à sa réélection, il n'est pas élu le 29 juin 2025, et est remplacé par le libéral-radical Severin Brüngger.

## Profil politique
Il est un représentant de l'aile sociale démocrate modérée de son parti et se qualifie de pragmatique. Il est notamment opposé à l'adhésion à l'Union européenne.